# Huntington Beach

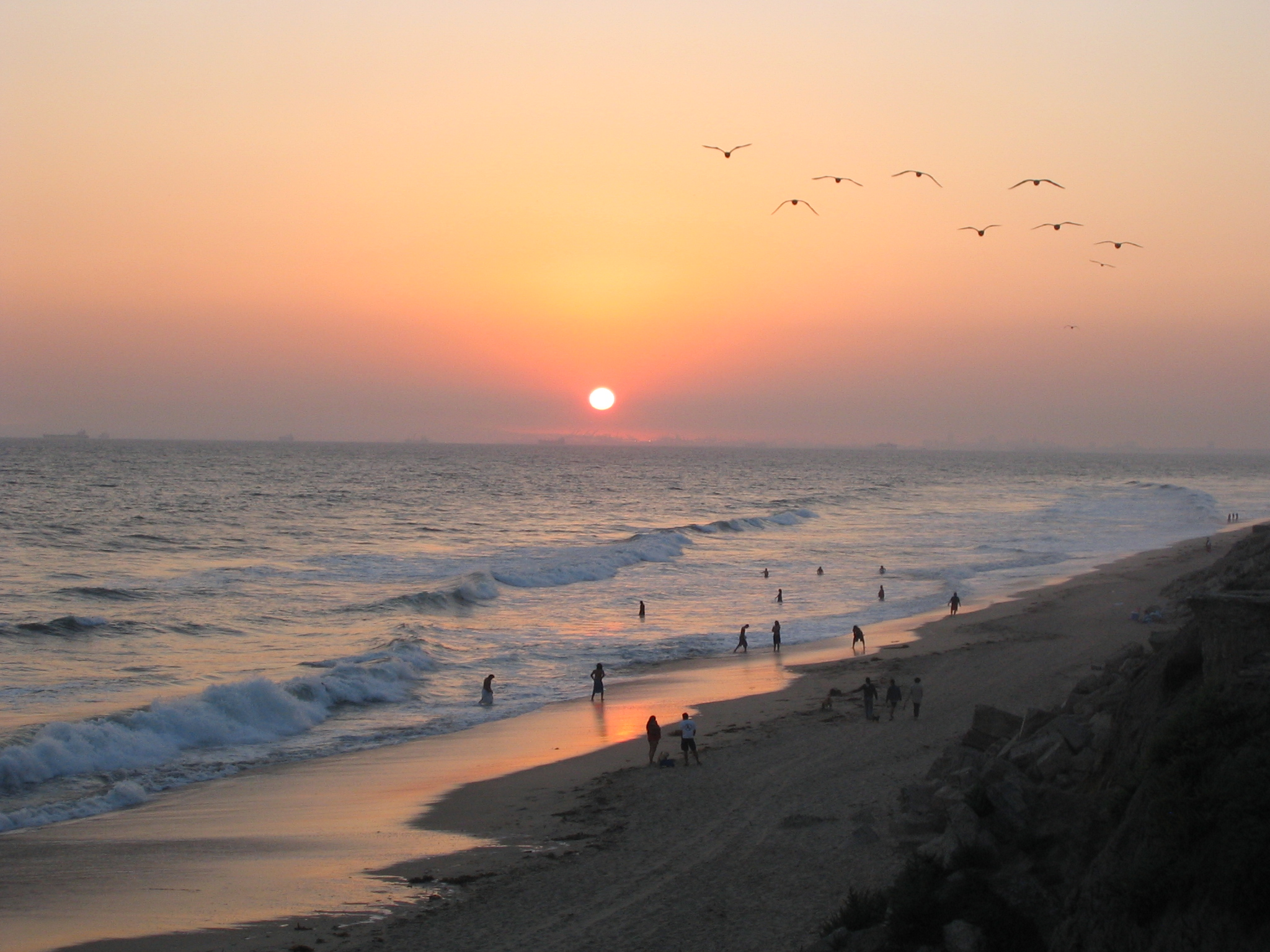
Zachód słońca w Huntington Beach

Huntington Beach – miasto w Stanach Zjednoczonych, w hrabstwie Orange w południowo-zachodniej części stanu Kalifornia, nad Oceanem Spokojnym. Ma 199 223 mieszkańców.
Huntington Beach pełni głównie funkcję mieszkaniową pobliskich aglomeracji. Jest miejscem zamieszkiwanym przez wiele gwiazd i skateboardzistów. To także ośrodek turystyczno-wypoczynkowy. Posiada liczne kąpieliska morskie i długie plaże, które oferują wiele możliwości do surfowania.
W mieście rozwinął się przemysł lotniczy oraz rafineryjny.

## Urodzeni w Huntington Beach
- Lauren German – amerykańska aktorka
- Jasmine Tookes – amerykańska modelka
- Torey Defalco – amerykański siatkarz

## Miasta partnerskie
- Anjo, Japonia
- Waitakere, Nowa Zelandia